# Victorine Hefting
Johanna Victorine Christine (Victorine) Hefting (Utrecht, 2 augustus 1905 – Den Haag, 23 augustus 1993) was een Nederlands kunsthistoricus en van 1948-1950 directeur van het Haags Gemeentemuseum.

## Leven en werk
Hefting werd geboren in Utrecht als Maria Jacoba Aleide Hefting, dochter van de uit de provincie Groningen afkomstige huisarts Cornelius Hefting (1873-1951) en Aleide Henrike Aeilke Klazine Pik (1881-1961). Haar ouders gingen uit elkaar toen ze drie was en Hefting bleef bij haar vader wonen. Toen ze elf was werden haar voornamen officieel gewijzigd in Johanna Victorine Christine, waarmee ze werd vernoemd naar haar grootmoeder van vaderskant. Haar vader hertrouwde in 1914 met een vrouw die Victorine mishandelde, de stiefmoeder bleek geestesziek te zijn en werd uiteindelijk geïnstitutionaliseerd. Hefting bezocht een kostschool in Zwitserland en de School voor Maatschappelijk Werk.
Voor een baan in de sector maatschappelijk werk moest men destijds 23 jaar zijn, Hefting rondde haar opleiding af toen ze 21 was. Ze nam daarop een baan aan als bibliothecaresse bij het Kunsthistorisch Instituut van de Universiteit Utrecht. Ze behaalde het colloquium doctum en studeerde naast haar werk in de avonduren kunstgeschiedenis. In 1932 studeerde ze af bij prof. Willem Vogelsang op een beschrijving van de kunstcollectie van Helene Kröller-Müller. Ze had daarvoor onderzoek verricht op het landgoed Groot Haesebroek in Wassenaar, het kantoorpand van de familie aan het Lange Voorhout in Den Haag en het Jachthuis Sint-Hubertus op de Veluwe. Hefting bleef op het instituut werken als Vogelsangs assistent. 
Haags Gemeentemuseum
In 1938 werd Hefting aangenomen als wetenschappelijk assistent bij het Haags Gemeentemuseum. Ze trouwde in 1939 met de orthopedisch chirurg Mari Louis (Lou) Beerman (1902-1971) en kreeg met hem een dochter,  Aleida (Jopje) (1940-1970). Tot 1957 gold dat een getrouwde vrouw niet in overheidsdienst kon blijven werken en Hefting kreeg haar ontslag. Het huwelijk was niet gelukkig en het paar scheidde in 1942. Al in 1941 werd Hefting weer aangenomen bij het museum. Directeur Gerhardus Knuttel Wzn was tijdens de oorlog geïnterneerd in het Kamp Sint-Michielsgestel. Formeel werd zijn functie waargenomen door Dirk Jacobus Balfoort, maar feitelijk werden de werkzaamheden uitgevoerd door Hefting. Knuttel keerde na de oorlog terug, maar werd in maart 1947 door ziekte uitgeschakeld. Opnieuw nam Balfoort waar, maar was de feitelijke leiding in handen van Hefting. In 1948 werd ze aangesteld als directeur van de dienst voor schone kunsten, waarmee ze officieel de leiding kreeg over het museum. Ze was de drijvende kracht achter de aanschaf van Mondriaans Compositie nr 3 met kleurvlakjes (1917) in 1949. Ze organiseerde diverse tentoonstellingen, rond onder anderen Haagse kunstenaars (1947), Jongkind (1948), Kandinsky (1948) en 'schrijvers van nabij' (1949).
Vanaf 1947 woonde ze samen met schrijver en uitgever Lambertus Jozef (Bert) Bakker (1912-1969). Toen de twee in 1950 trouwden, leidde dat opnieuw tot haar ontslag. Ze ging aan het werk bij de uitgeverij en haalde het uitgeversdiploma. Hefting organiseerde in de jaren vijftig nog wel een aantal tentoonstellingen bij het museum. In het museum hangt van haar een door Paul Citroen geschilderd portret. Mede door Bakkers alcoholisme en overspel liep het huwelijk stuk, het paar scheidde in 1964. In 1966 werd Hefting lid van de Gedeputeerde Staten van Zuid-Holland voor de PvdA.
Hefting bleef actief in de kunstwereld, onder meer als auteur en jurylid. Ze was betrokken bij de oprichting van de Vrije Academie voor Beeldende Kunsten (1947) en ruim 30 jaar lang voorzitter van de Jacob Maris-Stichting in Den Haag. In 1968 promoveerde ze cum laude op brieven van de schilder Johan Barthold Jongkind. In 1975 publiceerde ze een monografie over hem. Ze organiseerde exposities in het Institut Néerlandais in Parijs over Jongkind (1971) en Jan Toorop (1977). In 1973 ontving ze de Franse 'Prix Descartes'. Ze werd benoemd tot erelid van de Pulchri Studio. In 1988 verscheen het levensverhaal van dr. Victorine Hefting in druk, vastgelegd door Nienke Begemann. Bij de presentatie van het boek werd door de gemeente Den Haag bekendgemaakt dat er een naar haar vernoemde tweejaarlijkse Victorine Heftingprijs was ingesteld. De prijs werd tot 2016 uitgereikt aan kunstenaressen uit de regio Haaglanden.
Hefting overleed een aantal weken na haar 88e verjaardag. Ze werd bijgezet in een familiegraf op begraafplaats Soestbergen.

## Publicaties (selectie)

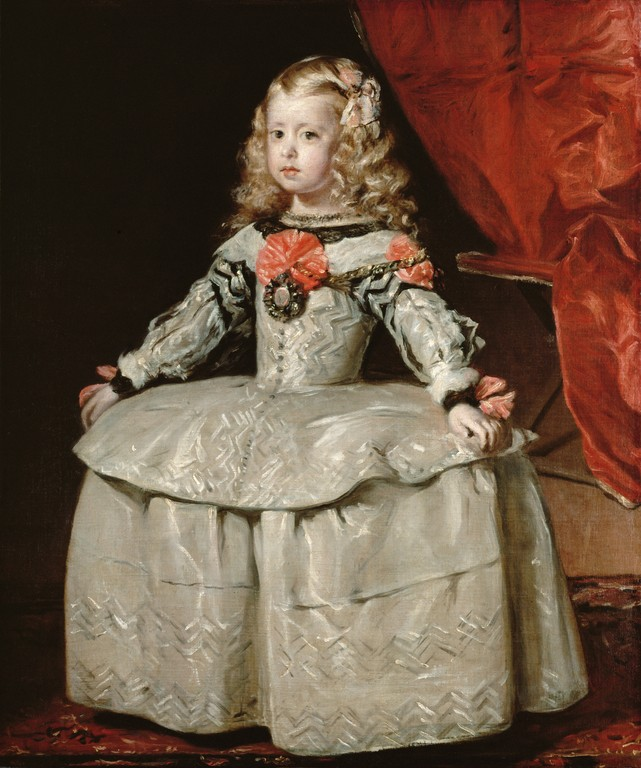
Portret van Margaretha Theresia van Spanje dat werd gebruikt voor het omslag van Heftings boek Kinderportretten

- "Professor Vogelsang: leermeester met geest en hart", Nederlands Kunsthistorisch Jaarboek 6 (1955), p. 3-6
- Jongkind d’après sa correspondance. Dissertatie, Utrecht: Haentjens Dekker & Gumbert, 1969
- Kinderportretten. Rotterdam: Lemniscaat, 1969
- Jongkind: sa vie, son oeuvre, son époque. Paris: Arts et métiers graphiques, 1975
- Christiaan de Moor. Amsterdam: Wereldbibliotheek, 1977
- Schilders in Oosterbeek, 1850-1870. Zutphen: Walburga Pers, 1981
- Jan Toorop, een kennismaking. Amsterdam: Bert Bakker, 1989
- J.B. Jongkind: voorloper van het impressionisme. Amsterdam: Bert Bakker, 1992